# Aleochara tristis
Aleochara tristis är en skalbaggsart som beskrevs av Johann Ludwig Christian Gravenhorst 1806. Aleochara tristis ingår i släktet Aleochara och familjen kortvingar. Enligt den finländska rödlistan är arten sårbar i Finland. Arten är reproducerande i Sverige. Artens livsmiljö är torra gräsmarker. Inga underarter finns listade i Catalogue of Life.